# Металлист (Луганская область)
Металлист (укр. Металіст) — посёлок, относится к Славяносербскому району Луганской области Украины. Де-факто — с 2014 года населённый пункт контролируется самопровозглашённой Луганской Народной Республикой.

## Общие сведения
Занимает площадь 1,425 км². Почтовый индекс — 93733. Телефонный код — 6473. Код КОАТУУ — 4424583901.

## География
Находится в 10 км к северу от Луганска, на трассе Луганск — Северодонецк. Рядом также располагаются следующие населённые пункты: сёла Стукалова Балка и Приветное на северо-востоке, Светлое на севере, Шишково и Лиман на северо-западе, Земляное на западе, посёлок Тепличное и город Александровск на юго-западе.

## Население
Население по переписи 2001 года составляло 2197 человек.

## Местный совет
93733, ЛНР, Славяносербский р-н, пос. Металлист, ул. Ленина, 55

## Бой у посёлка
В ходе конфликта на юго-востоке Украины поселок долгое время находился на линии соприкосновения ВСУ и сепаратистами ЛНР
15 июня 2014 года подразделения сепаратистов и разведвзвод бат. «Заря» заняли высоту у посёлка на автотрассе в сторону г. Счастье. На протяжении двух дней происходили незначительные боестолкновения. Ночью 16 июня посёлок подвергался артиллерийскому обстрелу. Рано утром 17 июня подразделения ВСУ и бат. «Айдар» предприняли попытку прорыва в Луганск. На протяжении всего дня было предпринято около 4—5 атак на позиции сепаратистов, с использованием тяжёлой бронетехники. К исходу дня одна окраина посёлка осталась под контролем сепаратистов, вторая — под контролем Вооруженных Сил Украины. В результате боев со стороны ВСУ потери в технике составили 7 единиц, личного состава порядка 60 человек убитыми, 13 пленными, включая украинскую лётчицу Надежду Савченко. Также сообщалось о гибели 4-х украинских силовиков. Со стороны сепаратистов около 10 человек убитыми, 15 ранены.
17 июня украинские СМИ опубликовали информацию о взятии под контроль посёлка, официально озвучив версию о разгроме сепаратистов. По данным украинской стороны, батальон, принимая участие в обороне Луганска, не понес потери при взятии поселка
Также в ходе боёв от минометного обстрела украинской артиллерии погибли репортеры ВГТРК Игорь Корнелюк и Антон Волошин. В память о погибших журналистах в поселке были открыты мемориальные доски и памятник на месте гибели.